# Jag Panzer
Jag Panzer es una banda estadounidense de heavy metal y power metal creada en 1981 en el estado de Colorado.

## Biografía
Jag Panzer comenzó su andadura en 1981, inspirados en los grupos de NWOBHM populares por aquel entonces, como Iron Maiden o Judas Priest. Su alineación principal consistía en el vocalista Harry Conklin, el guitarrista Mark Briody, el bajista John Tetley y el batería Rick Hilyard. Esta primera formación fue conocida en sus inicios por Tyrant, aunque acabaron cambiando su nombre a Jag Panzer porque había otra banda californiana con ese mismo nombre. "Jag Panzer" proviene de un póster de un tanque alemán llamado Jagdpanzer, aunque acortaron el nombre para facilitar su pronunciación.
La banda comenzó a tocar en locales pequeños y en 1983 editaron su primer EP, llamado Tyrants. A comienzos de 1984, el grupo reclutó al guitarrista Joey Tafolla, y grabó su primer disco de estudio, Ample Destruction, que fue editado en agosto de ese mismo año en el sello Azra Records. La escaseza de presupuesto de la banda y de la discográfica hizo que el disco sólo se editase en los Estados Unidos, donde consiguió un relativo éxito.
Poco después de la edición de este álbum, la banda se trasladó al estado de California, aunque poco después la salida de Joey Tafolla y de Harry Conklin hizo que los restantes miembros meditasen la decisión de continuar con su proyecto. No obstante, contrataron al vocalista Bob Parduba y al guitarrista Christian Lasegue, así como al batería Butch Carlsson, que reemplazó al desertor Rick Hilyard.
Poco después, Carlsson decidió dejar la banda y fue sustituido por el sueco Rikard Stjernquist, el batería que grabó el siguiente álbum del grupo, aunque nunca fue editado, llamado Chain of Command y que sólo puede adquirirse por medio de ediciones pirata. Poco después de la grabación de este disco, la banda se separó, en el año 1988.
Seis años después, en 1994, Jag Panzer se reformó con el vocalista Daniel J. Conca, el guitarrista Mark Briody y el bajista John Tetley, además del batería Rikard Stjernquist y el guitarrista Chris Hostka. El grupo publicó su primer álbum de estudio en diez años, llamado Dissident Alliance, editado por el sello alemán Rising Sun. Poco después, el exmiembro de la banda, Harry Conklin regresó a su antigua formación, lo que provocó la salida de Conca. Además, Joey Tafolla regresó a su vez, y la banda firmó un contrato con el sello Century Media.
El primer álbum editado en este sello fue Fourth Judgement, en 1997. Al poco de publicar este disco, Tafolla volvió a dejar la banda, que contrató a un sustituto llamado Chris Broderick. El siguiente álbum de la banda fue Age of Misery, publicado en 1998, que fue seguido por el álbum conceptual Thane to the Throne, de 1999, que gira alrededor de la obra Macbeth, de William Shakespeare. 2001 vio la edición del disco Mechanized Warfare, y dos años después se publicó un disco doble de rarezas y caras-B, Decade of the Nail-Spiked Bat. Al año siguiente, la banda editó Casting the Stones y publicó Chain of Command, que había sido grabado en 1987 pero no había llegado al mercado.
El 25 de junio de 2011, la banda anunció en su página web su separación definitiva. 
En 2013 anuncian su regreso y el 25 de abril de 2014 forman parte del festival Keep It True Festival XVII (Alemania), después de dar dos conciertos en Grecia y uno en Austria. También adelantan que trabajan en un nuevo álbum que verá la luz en 2014.

## Miembros

### Actuales
- Harry Conklin - Voz
- Mark Briody - Guitarra rítmica, teclados
- Joey Tafolla - Guitarra líder
- John Tetley - Bajo, coros
- Rikard Stjernquist - Batería

### Pasados
- Daniel J. Conca - Voz
- Bob Parduba - Voz
- Chris Kostka - Guitarra
- Chris Broderick - Guitarra
- Rick Hilyard - Batería
- Christian Lassegue - Guitarra líder, teclados

## Discografía
- Tyrants (1983)
- Ample Destruction (1984)
- Dissident Alliance (1995)
- The Fourth Judgement (1997)
- Age of Mastery (1998)
- Thane to the Throne (2000)
- Mechanized Warfare (2001)
- Decade of the Nail Spiked Bat (2003)
- Chain of Command (2004)
- Casting the Stones (2004)
- The Scourge Of The Light (2011)
- The Deviant Chord (2017)